# Marija Courtenayska
Marija od Courtenaya (Marie de Courtenay) (o. 1204. – rujan 1228.) bila je bizantska carica.
Njezin je otac bio Petar II. od Courtenaya. Marijina majka je bila Jolanda Flandrijska, kći Margarete I. Flandrijske.
Marijin je brat Filip bio markiz Namura, a bila je teta Jolande Viandenske. 
O Mariji se također zna da je bila žena bizantskog cara Teodora I. Laskarisa. Bila mu je treća supruga, ali nisu imali djece.